# Non-League football
Non-League football bezeichnet den Bereich im englischen Fußball unterhalb der professionellen Spielklassen der Premier League und der English Football League, also von der fünften Liga (heute: Conference National) an abwärts. Der Begriff „Non-League“ grenzte vor 1992 – also vor der Einführung der Premier League – in erster Linie die Sektion unterhalb des Football-League-Verbands ab, der damals selbst noch alle Spitzenvereine des englischen Profifußballs beherbergte. Alle Vereine, die nicht in der Football League spielten, waren demnach „Non-League-Klubs“.

## Erörterung des Begriffs
Das Wort „League“ in „Non-League football“ bezieht sich seit seiner Entstehung auf die „Football League“ und nicht generell auf einen organisierten Ligawettbewerb – die meisten Non-League-Vereine spielen in Ligen gegeneinander. Es existieren mannigfaltige Spielklassen unterhalb der Football League, von denen einige, wie beispielsweise die Northern League, nahezu genauso alt wie die Football League selbst sind.  Die Spielklassen auf den sieben höchsten Ebenen unterhalb der Football League werden zudem von dem englischen Fußballverband (FA) in dem sogenannten National League System (NLS) verwaltet. Die NLS umfasst über 50 verschiedene Ligen, von denen viele noch in mehrere Divisionen unterteilt sind.
Vor 1987 fand zwischen der Football League und den Non-League-Spielklassen kein automatischer Austausch über eine Auf- und Abstiegsregelung statt. Die Vereine, die eine Saison auf den untersten Plätzen in der Football League abgeschlossen hatten, mussten ihre Wiederaufnahme in den Verband beantragen („apply for re-election“) und die Bewilligung dieses Begehrens war in den meisten Fällen lediglich eine Formalie. Daher war das Football-League-System lange Jahre sehr statisch und die Non-League-Vereine waren nahezu chancenlos, in den Profifußball aufzusteigen.
Im Jahre 1987 griff erstmals eine neue Auf- und Abstiegsregel zwischen der untersten Football-League- und der höchsten Non-League-Spielklasse - unter der Voraussetzung, dass der beste Non-League-Verein die allgemeinen finanziellen Voraussetzungen hatte und über ein den Anforderungen des Profifußballs genügendes Stadion verfügte. Zum Ende der Saison 1986/87 war somit Lincoln City der erste Verein, der durch diese Neuerung seine Mitgliedschaft zur Football League verlor, und der FC Scarborough der erste Non-League-Klub, der dafür in den Football-League-Verband aufgenommen wurde. Seit 2003 können mit dem Meister und dem Play-off-Gewinner sogar zwei Vereine am Ende der Saison aus der Football Conference aufsteigen.
Ein häufiges Missverständnis besteht darin, dass dem Non-League-Fußball aufgrund seiner Einordnung unterhalb der Football League  das Prädikat des Amateurfußballs zugewiesen wird. Eine strikte Abgrenzung zum Profifußball existiert hier jedoch nicht und viele Vereine innerhalb der Football Conference arbeiten unter professionellen oder zumindest semi-professionellen Bedingungen.

## „Non-League“ in anderen Ländern
Der Begriff „Non-League“ ist auch in Schottland gebräuchlich und wird für den Fußballsport unterhalb der obersten vier Spielklassen verwendet. Der Non-League-Fußball ist dort in Junior Leagues und Senior Leagues unterteilt, wobei die „Junior“-Bezeichnung historisch gewachsen ist und in der Regel nicht bedeutet, dass die Vereine in den Junior-Ligen mit Nachwuchsmannschaften und jungen Spielern antreten.
Auch in anderen europäischen Ländern ist die Bezeichnung Non-League nicht unüblich.

## Bedeutung im Frauenfußball
Im englischen Frauenfußball wird der Begriff Non-League für all die Vereine verwendet, die unterhalb der beiden Regionaldivisionen der  FA Women’s Premier League agieren.